# Теорія липучки
У військовій стратегії теорія липучки (англ. flypaper theory, дослівно — «теорія липучки для мух») — це ідея, згідно з якою бажано стягувати ворогів до якогось певного місця, де їх буде легше повбивати, і де вони опиняться далеко від найвразливіших точок, удари по яких могли б завдати найбільше шкоди. Можливо, найкращий опис переваг такої стратегії дав генерал армії США Рікардо Санчез, який є командувачем сухопутних військ США в Іраку:
| «Це — те, що я б назвав „магнітом для терористів“, де Америка, будучи присутня тут, в Іраку, становить принагідну мішень… Проте саме тут ми й хочемо з ними боротись. …Це дасть змогу американському народу уникнути необхідності переносити їхні атаки заново в Сполучених Штатах.»[1] Оригінальний текст (англ.) «This is what I would call a terrorist magnet, where America, being present here in Iraq, creates a target of opportunity… But this is exactly where we want to fight them. …This will prevent the American people from having to go through their attacks back in the United States.» |
Бажаність такої стратегії залежить від того, скільки нових ворогів з'являється внаслідок її застосування, скільки з них вдається заманити до «мухоловки», та наскільки легко їх знешкодити.

## Застосування під час війни в Іраку
Згідно з доповіддю Центру стратегічних та міжнародних досліджень із штаб-квартирою у Вашингтоні, чужоземні бойовики становлять від 4 до 10 відсотків загальної кількості у бл. 30 000 повстанців в Іраку. Інші дослідження спростовують цю цифру.